# Relations entre le Luxembourg et l'Union européenne
 (août 2025).
Améliorez-le ou discutez des points à vérifier. 
Les relations entre le Luxembourg et l'Union européenne sont des relations verticales impliquant l'organisation supranationale et un de ses États membres.